# Алексије I Велики Комнин
Алексије I Велики Комнин (грч. Αλέξιος Α΄ Μέγας Κομνηνός; Константинопољ) је био трапезунтски цар од 1204. до 1222. из династије Великих Комнина.
Био је унук последњег византијског цара из династије Комнина Андроника I Комнина. После пропасти династије, његова мајка, грузијска принцеза Русудан, сестра краљице Тамаре, одвела је Алексија и другог сина Давида са собом на исток.
Након пада Цариграда 1204., Андроникови унуци су заузели црноморску обалу Мале Азије уз грузијску помоћ и основали Трапезунтско царство.
Алексије I Велики Комнин (грч. Αλεξιος Κομνηνος;[а] груз. ალექსი კომნენნენნენნენნენოსი; фебруар 1182. фебруара 1222. био је, са братом Давидом, оснивач Трапезунтског царства и његов владар од 1204. до своје смрти 1222. Два брата су били једини мушки потомци византијског цара Андроника I, који је збачен с престола и убијен 1185. и тако је тврдио да представља легитимну власт Царства након освајања Константинопоља у Четвртом крсташком рату. 1204. Иако су његови ривали који су управљали Никејским царством успели да постану де факто наследници, и оспорили његове династичке претензије на царски престо, Алексијеви потомци су наставили да наглашавају и своје наслеђе и везу са династијом Комнина, како се касније прозивају, Мега Комнин („велики Комнин“).
Док је његов брат Давид освојио бројне византијске провинције у северозападној Анадолији, цар Алексије I је бранио своју престоницу Трапезунт од неуспешне опсаде Турака Селџука око 1205. године. Даљи детаљи о његовој владавини су ретки. Муслимански хроничари бележе како су 1214. године цара Алексија I ухватили Турци у пољу док је бранио Синопу; упркос томе што је послао изасланика да тражи њихову предају, град је одбио да капитулира пред султаном Кајкаусом I, а цар Алексије I је био мучен пред очима Синопаца. Град се потчинио Кајкаусу и цар Алексије I је ослобођен пошто је постао Кајкаусов вазал. Цар Алексије I је умро у четрдесетој години.

## Од Цариграда до Грузије
Алексије је био најстарији син Манојла Комнина и унук византијског цара Андроника I (владао 1183–1185). Андроник се склонио на двор краља Ђорђа III од Грузије 1170-их, и био је гувернер на Понту када је умро његов рођак, цар Манојло I Комнин (1143–1180); чувши ту вест, кренуо је на Цариград и заузео царски престо. Његова владавина је била бурна, и 1185. Цар Андроник I је збачен с престола и убијен, док је његов син Манојло био ослепљен и можда је умро од последица овог сакаћења.
Манојло је оставио двоје деце, цезаре Алексија и Давида. Име њихове мајке није забележено у примарним изворима; Византолог Александар Васиљев спекулише да је „могуће“ да је њихова мајка била грузијска принцеза. Некако су момци стигли на двор своје рођаке краљице Тамаре од Грузије; научници су спекулисали када и како су стигли тамо. Једна школа мишљења подржава хипотезу Фалмераиера, који је веровао да су дечаци одведени из Константинопоља током хаоса када је њихов деда пао са власти 1185. године, када је Алексије имао око три године, и када је дошао у Грузију почетком Тамарине владавине. Друга школа мишљења следи уверење Џорџа Финлеја да су дечаци остали у Цариграду, и да су, иако су школовани у престоници, некако били безбедни од Андрониковог наследника, цара Исака II Анђела (1185–1195 и 1203–1204); Финлеј је тврдио да нису изложени ризику од „владе која је, као и влада Византијског царства, била призната као изборна и у којој је њихов отац био искључен са престола применом признатог уставног прерогатива“. Старији писци који нису имали сазнања о хроници трапезунтског хроничара Михаила Панарета нити приступ грузијским записима, као што је Едвард Гибон, претпостављали су да су браћа једноставно постављена за гувернере Трапезунта, а када је у Четвртом крсташком рату освојен Цариград, Алексије се прогласио тамошњим царем. Васиљев је расправљао о овим мишљењима у чланку из 1936. објављеном у Спекулум-у и сматрао је Фалмераиерову хипотезу ближом истини.
Није јасно како су Алексије и Грузијска краљица Тамара били у сродству. Према Михајлу Панарету, краљица Тамара је била Алексијева „рођака по оцу“ (προς πατρος θεια), фраза која је збунила научнике. Још 1854. руски научник Куник је предложио да ова фраза значи да је Алексијева мајка Русудан, мало позната Тамарина сестра, теорију коју је Васиљев подржавао. Кирил Туманоф је тврдио да се њихов деда цар Андроник I, док је био у Грузији, оженио неименованом сестром краља Ђорђа III. Недавно је Мишел Куршански оспорио Туманофову теорију, изводећи доказе да су Алексијева мајка и/или бака биле ћерке из кућа Палеолога или Дуке, али није успео да понуди објашњење зашто Панарет описује Тамару као Алексијеву тетку по оцу.
Упркос истраживањима Васиљева, Туманова, Куршанског и других, Алексијев живот је непознаница између 1185. године, када је цар Андроник I свргнут и убијен, и 1204. када су он и Давид стигли у Трапезунт — иако овај недостатак информација није спречио научнике да предложе различите хипотезе. Све вести се слажу да су Алексије и његов брат нашли уточиште на Тамарином двору. Васиљев чак спекулише да је „грузијски постао њихов матерњи језик“ и да су „били потпуно грузијски по језику и образовању, као и по политичким идеалима“, али је вероватно „међу њиховим пратиоцима било и неких Грка како би могли да познају језик своје државе“. Међутим, Куршански примећује да је мало трагова грузијског утицаја у администрацији и култури Трапезунтског царства и истиче да је његова елита увек гледала у Цариград за своје политичке и верске моделе.

## Повратак из Грузије
После похода из Грузије, и уз помоћ своје рођаке краљице Тамаре, Алексије и Давид, заузели су Трапезунт у априлу 1204. године. Истог месеца Алексије је проглашен за цара са 22 године, што су каснији писци сматрали тренутком оснивања Трапезунтског царства
Васиљев је био један од првих историчара који је посумњао да је краљица Тамара помагала својим младим рођацима из разлога ван породичне лојалности. „Религиозно настројена, краљица Тамара је имала навику да удељује милостињу манастирима и црквама не само у својој земљи већ и широм Блиског истока“, писао је Васиљев 1936. Један такав поклон дала је групи монаха пре него што су отишли у Јерусалим, одузео им га је византијски цар Алексије III Анђел (1195–1203) док су пловили поред Цариграда; иако је краљица Тамара накнадно надокнадила крађу дајући монасима много раскошнији поклон, Алексијева крађа је увредила краљицу. Она је одлучила да освети увреду тако што ће подржати своје сестриће у њиховој инвазији на византијске територије.
Датум када је Алексије ушао у Трапезунт може се још више одредити. Сергеј Карпов је идентификовао оловни печат Алексиј-а, на једној страни "Слика стратега у врхунској опреми кога води за руку Свети Ђорђе" са натписима αλεξιος ο κομνηνος [Алекије Комнин] и ο α Ιος) Γεωργιος [Свети Ђорђе] на обе стране; на аверсу је сцена Η Αγια Αναστασις [Светог Васкрсења] са одговарајућим натписом. Значај ове слике и натписа Карпов тумачи као најзначајније достигнуће његовог живота, Светог Георгија који позива кнеза победника да уђе у Трапезунт и левом руком отвара капије града. Важност Светог Ђорђа била је у томе што је Васкрс – датум Васкрсења – 1204. године пао на 25. април, док је помен Светог Ђорђа био 23. април. „Тако сам се усудио да претпоставим“, пише Карпов, „да печат указује на датум заузимања Трапезунта.“
Васиљев истиче да су браћа заузела Трапезунт пре крсташког заузимања Константинопоља, он сматра да то нису учинили као одговор на то што су крсташи заузели Цариград; Алексије и Давид су започели свој поход на Трапезунт пре него што су вести о пљачкању Константинопоља 13. априла 1204. могле да дођу до Трапезунта или Грузије. Међутим, према Васиљеву, њихова првобитна намера није била да заузму базу из које би могли да поврате престоницу Византијског царства, већ пре да извуку из Византијског царства тампон државу за заштиту Грузије од Турака Селџука. Куршански је, слажући се са Васиљевим да је краљица Тамара била мотивисана осветом за увреду цара Алексија III Анђела, предложио очигледнију мотивацију за повратак браће на византијску територију: они су одлучили да подигну побуну, свргну Алексија III Анђела и врате царски престо, династији Комнина. Међутим, недуго након што су преузели контролу над Трапезунтом и суседним територијама, до њих је стигла вест о латинском освајању Цариграда, и браћа су се укључила у трку за ослобађање царског града заједно уз цара Теодора I Ласкариса у западној Анадолији (владар Никејско царство“) и деспота Михаила Комнина Дуке у копненој Грчкој (владар „Епирске деспотовине“).
Током наредних месеци, Давид је марширао на запад поставши господар остатка Понта и Пафлагоније. Ентони Брајер сугерише да би извештај о инвазији у Грузијским краљевским аналима, могао да реконструише инвазију и предлаже два пута којима су ишла појединачно браћа. Оба су кренула у Имеретију и стигла до Трапезунта; Давид је кренуо дуж обале, можда предводећи флоту, заузевши Керасус, Сиде, Амасру и Хераклеју Понтијску; у међувремену Алексије је заузео Лимнију, Самсун и Синопу. Иако мања лука, Самсун је био излаз Селџучког Румског султаната ка Црном мору, а Алексијево заузеће је блокирало Султанат у трговини и могућностима ширења које је Самсун представљао; по речима муслиманског историчара Алија ибн ал-Атира, „затворио је море“ Селџуцима. Освајање Пафлагоније омогућило је браћи приступ важној бази подршке. Породица Комнина била је популарна у Пафлагонији, са којом су имали дуго успостављене везе, јер је то била њихова матична провинција: Кастамоне је рекао да је она замак предака Комнина; за време владавине цара Исака II Анђела, претендента на престо се појавио у Пафлагонији, називајући се Алексијем, и успео је да уједини неколико области иза себе.
Док је Давид био у Пафлагонији, Алексије је био приморан да остане у близини Трапезунта, бранећи источни део своје области од напада Турака Селџука. Ови напади су кулминирали првом опсадом Трапезунта од стране султана Кeјхусрева I. У панегирику свом господару, никејском цару Теодору I Ласкарису, Никета Хонијат је упоредио Алексија са Хиласом, чланом експедиције Аргонаута који се искрцао на обалу Мизије да би добио воду, али су га Најади киднаповали и никада више нису виђени.
Иако је цар Теодор I Ласкарис потиснуо западну границу браће Комнина поразом у покушају да заузму Никомедију, до 1207. године унуци цара Андроника I Комнина владали су највећом од три византијске државе наследнице. Од Хераклеје Понтијске, њихова област се протезала на исток до Трапезунта и поред њега до Сотериуполиса на грузијској граници. Алексије је такође припојио делове Крима Трапезунтском царству. Херсон, Керч и њихово залеђ били су у саставу царства као прекоморска провинција под називом Ператеја („иза мора“). Чинило се да је било само питање времена када ће један од браће Комнина заузети Константинопољ да би владао као „василевс и аутократор Ромеја“. Нажалост, показало се да је то био врхунац њихових освајања.

## Кампање у Пафлагонији
Њихов противник, цар Теодор I Ласкарис, није био беспослен. Неутралисао је ривале дуж својих јужних граница — Сабаса Асиденоса, Манојла Маурозомеса и Теодора Манкафа; био је крунисан за цара у марту или априлу 1206; све време цар Теодор I је осујетио покушаје цара Хенрика од Фландрије да прошири новоосновано Латинско царство на Анадолију. Цар Теодор I је 1208. одлучио да удари на пафлагонске поседе Алексијевог брата Давида тако што је прешао реку Сангариос и напао Хераклеју Понтијску. Као одговор, Давид је послао посланство цару Хенрику од Фландрије, које је стигло до латинског цара у септембру 1208. са њиховом молбом за помоћ. Цар Хенрик је повео своје трупе преко Мраморног мора и заузео Никомедију, угрозивши Ласкарисову позадину и приморавши потоњег да прекине опсаду Хераклеје Понтијске и врати се на своју територију. Теодорово повлачење је било скупо, јер је изгубио око 1000 људи у преласку Сангариоса, који је набујао.
Упркос овом неуспеху, цар Теодор I није одустао од покушаје да освоји Пафлагонију. Након пораза Селџука код Антиохије на Меандру, закључио је уговор са новим Селџучким султаном Кејкавусом I и заједно су заузели територију Трапезунта. Према панегирику Никите Хонијата, није било отпора Теодоровим упадима, те је цар Теодор I на крају заузео Хераклеју Понтијску и Амастрис.
У том периоду Давид Комнин нестаје са историјске сцене. О његовој крајњој судбини знамо из белешке у рукопису написаној на Светој Гори која нам говори да је Давид умро као монах манастира Ватопед 13. децембра 1212. године. Није документовано како је од поузданог Алексијевог савезника постао монах — вероватно наметнута промена. Шукуров верује да је ово ћутање било намерно и стога значајно, да се Давид некако осрамотио и да га је Алексије затворио у Ватопед. Наговештај његове кривице може бити да је у једном тренутку, суочен са новим нападом цара Теодора I Ласкариса са недовољно људи, Давид постао вазал непријатеља византијских наследница, Латинског царства, пошто је, како објашњава Вилијам Милер, „Био је у његовом интересу да преферира номинални латински суверенитет него анексију од стране никејског цара“.
Куршански сугерише да је цар Алексије I заинтригирао и унутрашњу политику Селџучког султаната, подржавајући Кејкавусовог брата Кејкубада против њега. Ово је његово тумачење загонетног одломка у извештају Ибн Бибија, где он каже да је султан Кејкавус I био у Сивасу када су стигли гласници са извештајем да је цар Алексије I прешао границу и заузео територију која припада султану — када није било сврхе за ову акцију. Ако је Куршански исправно протумачио шта се крије иза овог одломка, то би Кејкавусу I пружило још јачи разлог да се удружи са царем Теодором I.
Кејкавусова улога у овом савезу била је да заузме Синопу, најважнију луку на Црном мору, и њено контролисање би поново отворило море Селџуцима. Док је опседао лучки град, цар Алексије I је ухваћен у окршају; према Ибн Бибију, он је ловио изван града са пратњом од 500 коњаника, што Куршански суво примећује да је превише за једноставан лов. Овај срећни инцидент пружио је султану Кејкавусу I потребну полугу да заузме град, који лежи на превлаци и заштићен је огромним зидинама. Цар Алексије I је показан браниоцима града. На султанову команду, пише Ибн Биби, послао је поверљиву особу у град да преговара о предаји; Становници су рекли Алексијевом човеку: "Претпоставимо да је Алексије ухваћен. Без обзира на то има одрасле синове у Трапезунту који су способни да владају. Ми ћемо изабрати једног од њих за свог владара и нећемо предати земљу Турцима.". Шукуров сугерише да је недостатак бриге Синопаца за цара Алексија I било из ината због свргавања његовог брата.
Огорчен њиховим одговором, султан Кејкавус I је неколико пута бацио на муке несрећног цара Алексија I пред градскм зидинама, све док се браниоци нису предомислили. Почели су преговори и 1. новембра 1214. становници су предали свој град Селџуцима. Цар Алексије I је ослобођен, а након што се заклео на лојалност султану и обећао да ће платити данак, дозвољено му је да се врати у Трапезунт.

## Касније године
Губитак Синопе потиснуо је западну границу територија Комнина, која је била у Хераклеји неколико година раније, назад до река Ирис и Термодон, само 250 km (160 mi) од њихове базе у Трапезунту. Овај губитак је изоловао Трапезунт од директног контакта са Никејским царством и другим грчким земљама. Одсечени од остатка византијског света, трапезунтски владари наредне две генерације су своју непосредну пажњу усмерили на азијска питања.
Ништа сигурно се не зна о остатку Алексијевог живота. Васиљев је сугерисао да је, када је краљ Ђорђе IV Лаша из Грузије водио кампању у близини реке Куре, цар Алексије I био међу „притокама [који су] стигли из Клара и Грчке са поклонима“, према речима грузијских хроника. Он поистовећује „Кхлар“ са Ахлатом код језера Ван, и наводи да је под „Грчком“ хроничар подразумевао Трапезунтско царство. Куршански, међутим, није убеђен у аргументацију Васиљева, истичући да би цар Алексије I отпутовао предалеко од Трапезунта да би одао почаст и наглашава да се Трапезунт у грузијској хроници увек помињао као „Понт“, а никада као „Грчка“.
Цар Алексије I Велики Комнин, је умро 1. фебруара 1222. после осамнаест година владавине. Његов најстарији син Јован је заобиђен у корист његовог зета, Андроника I Гида.

## Породица и потомство
Алексије је оженио жену непознатог имена. Њихови синови су били Јован I Велики Комнин и Манојло I Велики Комнин.
Њихова ћерка је била царица Комнина, чији је муж био цар Андроник I Гид.
Цар Алексије I се оженио у неком тренутку свог живота, али савремени писци не бележе никакве податке о његовој жени. Неки претпостављају да је Теодора Аксухина била њено име, које се појављује у часопису Еуропаисцхе Стаммтафелн: Стаммтафелн зур Гесцхицхте дер Еуропаисцхен Стаатен (1978) Детлева Швеникеа. Од тада је нашла своје место у неколико модерних родослова.
Мишел Куршанкис је тврдио, на основу презимена Јована I Аксуха и познатих политичких опредељења цара Алексија I, да се оженио, вероватно око 1201. године, ћерком Јована Комнина „Дебелог“ († 1200), сина протостратора Алексија Аксуха. Познато је да је цар Алексије I имао два сина, будуће цареве Јована I и Манојла I, и ћерку која се удала за Андроника I Гида. Руски византолог Рустам Шукуров је тврдио да је цар Алексије I имао још најмање једног сина, и спекулисао да је то можда био Јоаникије који је пострижен и затворен у манастир када је Манојл постао цар.

## Породично стабло
|  |                               |  |  |  |  |  |  |  |  |  |  |  |  |  |  |  |
|  | 16. Алексије I Комнин         |  |  |  |  |  |  |  |  |  |  |  |  |  |  |  |
|  |                               |  |  |  |  |  |  |  |  |  |  |  |  |  |  |  |
|  |                               |  |  |  |  |  |  |  |  |  |  |  |  |  |  |  |
|  | 8. Исак Комнин                |  |  |  |  |  |  |  |  |  |  |  |  |  |  |  |
|  |                               |  |  |  |  |  |  |  |  |  |  |  |  |  |  |  |
|  |                               |  |  |  |  |  |  |  |  |  |  |  |  |  |  |  |
|  | 17. Ирина Дука                |  |  |  |  |  |  |  |  |  |  |  |  |  |  |  |
|  |                               |  |  |  |  |  |  |  |  |  |  |  |  |  |  |  |
|  |                               |  |  |  |  |  |  |  |  |  |  |  |  |  |  |  |
|  | 4. Андроник I Комнин          |  |  |  |  |  |  |  |  |  |  |  |  |  |  |  |
|  |                               |  |  |  |  |  |  |  |  |  |  |  |  |  |  |  |
|  |                               |  |  |  |  |  |  |  |  |  |  |  |  |  |  |  |
|  | 18. Давид IV од Грузије       |  |  |  |  |  |  |  |  |  |  |  |  |  |  |  |
|  |                               |  |  |  |  |  |  |  |  |  |  |  |  |  |  |  |
|  |                               |  |  |  |  |  |  |  |  |  |  |  |  |  |  |  |
|  | 9. Kata of Georgia            |  |  |  |  |  |  |  |  |  |  |  |  |  |  |  |
|  |                               |  |  |  |  |  |  |  |  |  |  |  |  |  |  |  |
|  |                               |  |  |  |  |  |  |  |  |  |  |  |  |  |  |  |
|  | 19. Rusudan Bagratuni of Lore |  |  |  |  |  |  |  |  |  |  |  |  |  |  |  |
|  |                               |  |  |  |  |  |  |  |  |  |  |  |  |  |  |  |
|  |                               |  |  |  |  |  |  |  |  |  |  |  |  |  |  |  |
|  | 2. Манојло Комнин             |  |  |  |  |  |  |  |  |  |  |  |  |  |  |  |
|  |                               |  |  |  |  |  |  |  |  |  |  |  |  |  |  |  |
|  |                               |  |  |  |  |  |  |  |  |  |  |  |  |  |  |  |
|  | 1. Алексије I Велики Комнин   |  |  |  |  |  |  |  |  |  |  |  |  |  |  |  |
|  |                               |  |  |  |  |  |  |  |  |  |  |  |  |  |  |  |
|  |                               |  |  |  |  |  |  |  |  |  |  |  |  |  |  |  |
|  | 24. Давид IV од Грузије       |  |  |  |  |  |  |  |  |  |  |  |  |  |  |  |
|  |                               |  |  |  |  |  |  |  |  |  |  |  |  |  |  |  |
|  |                               |  |  |  |  |  |  |  |  |  |  |  |  |  |  |  |
|  | 12. Demetre I of Georgia      |  |  |  |  |  |  |  |  |  |  |  |  |  |  |  |
|  |                               |  |  |  |  |  |  |  |  |  |  |  |  |  |  |  |
|  |                               |  |  |  |  |  |  |  |  |  |  |  |  |  |  |  |
|  | 25. Rusudan Bagratuni of Lore |  |  |  |  |  |  |  |  |  |  |  |  |  |  |  |
|  |                               |  |  |  |  |  |  |  |  |  |  |  |  |  |  |  |
|  |                               |  |  |  |  |  |  |  |  |  |  |  |  |  |  |  |
|  | 6. Гиорги III од Грузије      |  |  |  |  |  |  |  |  |  |  |  |  |  |  |  |
|  |                               |  |  |  |  |  |  |  |  |  |  |  |  |  |  |  |
|  |                               |  |  |  |  |  |  |  |  |  |  |  |  |  |  |  |
|  | 3. Русудан                    |  |  |  |  |  |  |  |  |  |  |  |  |  |  |  |
|  |                               |  |  |  |  |  |  |  |  |  |  |  |  |  |  |  |
|  |                               |  |  |  |  |  |  |  |  |  |  |  |  |  |  |  |
|  | 14. Khuddan, King of Alania   |  |  |  |  |  |  |  |  |  |  |  |  |  |  |  |
|  |                               |  |  |  |  |  |  |  |  |  |  |  |  |  |  |  |
|  |                               |  |  |  |  |  |  |  |  |  |  |  |  |  |  |  |
|  | 7. Burdukhan of Alania        |  |  |  |  |  |  |  |  |  |  |  |  |  |  |  |
|  |                               |  |  |  |  |  |  |  |  |  |  |  |  |  |  |  |
|  |                               |  |  |  |  |  |  |  |  |  |  |  |  |  |  |  |